# التنستاد ان در والدناب
التنستاد ان در والدناب (به آلمانی: Altenstadt an der Waldnaab) یک شهر در آلمان است که در بایرن واقع شده‌است.

## خصوصیات
التنستاد ان در والدناب ۲۲٫۰۴ کیلومترمربع مساحت دارد ۴۱۹ متر بالاتر از سطح دریا واقع شده‌است.